# مارك وادينجتون
مارك وادينجتون (بالإنجليزية: Mark Waddington)‏ هو لاعب كرة قدم بريطاني في مركز الوسط، ولد في 11 أكتوبر 1996 في Standish, Greater Manchester ‏ في المملكة المتحدة. لعب مع ستوك سيتي ونادي بلاكبول.

## وصلات خارجية
- مارك وادينجتون على موقع قاعدة بيانات كرة القدم.إي يو (الإنجليزية)
- مارك وادينجتون على موقع Soccerbase.com (لاعب) (الإنجليزية)
- مارك وادينجتون على موقع Soccerway.com (الإنجليزية)